# Litenčice
Litenčice (en allemand : Litentschitz, précédemment : Littentschitz) est un bourg (městys) du district de Kroměříž, dans la région de Zlín, en République tchèque. Sa population s'élevait à 470 habitants en 2025.

## Géographie
Lechotice se trouve à 18 km au sud-ouest de Kroměříž, à 34 km à l'ouest de Zlín et à 223 km au sud-est de Prague.
La commune est limitée par Morkovice-Slížany au nord, par Hoštice, Honětice et Cetechovice à l'est, par Chvalnov-Lísky au sud, par Kunkovice au sud-ouest et par Nítkovice à l'ouest.

## Histoire
La première mention écrite du village date de 1131.

## Administration
La commune se compose de deux sections :
- Litenčice
- Strabenice

## Transports
Par la route, Litenčice se trouve à 19 km de Kroměříž, à 47 km de Zlín, à 53 km de Brno et à 263 km de Prague.